# Rejon sołoniański
Rejon sołoniański – jednostka administracyjna wchodząca w skład obwodu dniepropetrowskiego Ukrainy.
Rejon utworzony w 1923, ma powierzchnię 1738 km² i liczy około 40 tysięcy mieszkańców. Siedzibą władz rejonu jest Sołone.
Na terenie rejonu znajdują się 2 osiedlowe rady i 18 silskich rad, obejmujących w sumie 101 wsi i 4 osady.